# 公私の扶助
公私の扶助（こうしのふじょ）とは、日本の地方税法に記載された行政用語として取り上げられる、債務や負債とみなされることがない程度の金銭的な援助のこと。とある世帯内で成年者の自助努力が期待できず、恒久的あるいは継続的に生計維持が困難と見られる家庭等に対する金銭援助であって、返済を要する貸付金あるいはその場しのぎに支給される給付金や助成金や補助金などとは区別される。
主な公的扶助として、生活保護制度における各扶助や行政機関が判断する「生活保護保護世帯に準じる程度」の世帯に係る援助等が挙げられる。なお、私的扶助として明示されるものはないが、 
・扶養義務を伴わない親類縁者からの金銭的援助
・扶養義務者がいない未成年者に対する縁故者からの援助
・赤い羽根共同募金や半公的機関などから一定の所得基準等を審査され、世帯ごとに給付される支援金等
などが取り上げられることがある。

## 扶助とは
「扶助」とは「助けること、力を添えること」を指す。「補助」や「助成」とは違い、審査や見返りを要しないものとされる場面で用いられることが多い。多義的な用語であり、生活保護制度においては申請時の資産調査や扶養義務の確認を伴うが、保護開始決定後には、制度上の申告の義務等を除いて、機械的な審査が図られるものではない。  

## 自助努力とは
「自助」とは「自分で自分の身を守ること、他人に依頼せず自分の力で自分の向上・発展を遂げること」を指す。「自助努力」とは、国家や政府が国民（成年者）に期待する『自力を尽くして物事を成し遂げようとする』努力で、政府及び行政機関は、いわゆる義務教育を踏まえて、国民に他者と共存して生活する能力を教育する上で社会的に貢献しながら報酬が得られることを期待するところ、一部の国民に対して、社会的な要因を継続的に抱えて自助努力が十分に期待できない場合には、「共助（私助））」あるいは「公助」を期待することとなる。しかし「共助」は「私的扶助」と「社会保障（一部税金）」を含んでおり、厳密にいえば「公助」と「公的扶助」（全て税金）の範囲が異なることとなる。

## 参考
- 貧困のため市町村民税を免除されている者の解釈について 厚生労働省
- 個人市民税の減免取扱要綱